# 12-те Головне управління Міністерства оборони
12-те Головне управління Міністерства оборони — орган Міністерства оборони Росії (раніше Міністерства оборони СРСР), відповідальний за підтримку, розвиток та експлуатацію ядерного арсеналу Збройних сил Росії, включаючи забезпечення ядерної безпеки, фізичного захисту та антитерористичної стійкості, а також за здійснення контролю над проведенням іншими країнами ядерних випробувань на Земній кулі та прилеглому космічному просторі.

## Історія
Датою заснування 12-го ГУ МО вважається 4 вересня 1947  — день утворення Спеціального відділу Генерального штабу (ГШ), першого підрозділу в ЗС СРСР, зайнятого в реалізації радянського атомного проєкту і створеного для забезпечення ядерних випробувань. У завдання підрозділу входили створення першого полігону (Семипалатинський ядерний полігон), вивчення разючих факторів ядерних вибухів та розробка засобів і способів протиатомного захисту військ і населення.
Спеціальний відділ ГШ переформований у 6-те управління ГШ ЗС, на яке було покладено функції координації науково-дослідних робіт, розробки спеціальних вимог по бойовому використанню військ в умовах застосування ЯЗ, організації та проведення випробувань ЯЗ, контролю діяльності спеціальних відділів у видах ЗС. У 1958 р в складі 6-го управління була створена Служба контролю за ядерними вибухами (з 1960 р - Служба спеціального контролю).
В кінці 1950 року Рада Міністрів СРСР ухвалила рішення про створення центральних баз зберігання ядерної зброї, тобто організацій, які здійснюють складання і зберігання вироблених на заводах Міністерства середнього машинобудування СРСР (МСМ СРСР) ядерних боєприпасів. Першими такими базами стали:
- «Об'єкт 711»  Івано-Франківськ-16  (в/ч 51989);
- «Об'єкт 712»  Сімферополь-10 або Феодосія-13 (в/ч 62047);
- «Об'єкт 713»  Новгород-18 (в/ч 71373);
- «Об'єкт 714»  Можайськ-10 (в/ч 52025)[1](рос.).

У 1992-1998 рр., з початком процесів ядерного роззброєння, проведена реорганізація системи ядерно-технічного забезпечення ЗС РФ. Суть реорганізації полягала у підвищенні ступеня централізації та передачі всіх сил і засобів ядерно-технічного забезпечення «під єдине керівництво з усіх питань в особі 12-го Головного управління Міністерства оборони РФ».
У 1997 р у складі ГУМО створено Центр ядерно-технічного забезпечення ЗС РФ.
З 1996 р 12-е ГУМО активно бере участь у створенні Міжнародної системи моніторингу, передбаченої Договором про всеосяжну заборону ядерних випробувань.

## Арсенали 12-го ГУ МО РФ

### Центральні бази зберігання ядерної зброї
Після скорочення на початку 2000-х лишилось дванадцять центральних баз зберігання ядерної зброї:
- в/ч 25594 «Об'єкт 360», ймовірно з середини 2000-х — «Об'єкт 957» — смт Чебсара(інші мови) («Вологда-20»[5]) станція Шексна Об'єкт 360;
- в/ч 42685 «Об'єкт 365» — селище «Брянськ-18», село Ржаниця Леніна пр, 12а в/г 307 Брянська область[6] Брянськ-18;
- в/ч 14254 «Об'єкт 387» місто Борисоглєбськ (Вороніж-45), ст. Грибановка Вороніж-45;
- в/ч 39995 «Об'єкт 644» — «Іркутськ-45» селище Заларі Іркутська область[2]Іркутськ-45;
- в/ч 52025 «Об'єкт 714» — ст. Вязьма-Новоторзька «Можайськ-10» Миру, Московська область Об'єкт 714; до кінця 1961 року тут збиралася ядерна зброя[2]; до складу в/ч 52025 входять: 
  - 208-й окремий батальйон електротехнічних засобів загородження і охорони — в/ч 42616,
  - 409-й вузол зв'язку — в/ч 58150,
  - 553-тя автомобільна база — в/ч 42627,
  - 162-га залізнична база — в/ч 32130,
  - 221-й військовий госпіталь — в/ч 14436,
  - польова установа Центрального банку РФ — в/ч 14136;
- в/ч 40274 «Об'єкт 917» — Лєсний-4 селище Нижня Тура («Свердловськ-45») Свердловська область, до кінця 1961 року тут збиралася ядерна зброя Об'єкт 917;
- в/ч 41013 «Об'єкт 943» — місто Трьохгорний-1 («Златоуст-30») Челябінська область, до кінця 1961 року тут збиралася ядерна зброя Об'єкт 943;
- в/ч 62834 «Об'єкт 956», «Оленегорськ-2», Мурманська область, 68°14′56″ пн. ш. 33°51′39″ сх. д. / 68.24889° пн. ш. 33.86083° сх. д.[4]
- в/ч 25623[7] «Об'єкт 1050» — селище Березівка станція Анісовка Саратовська область («Саратов-63»[8]) Саратов-63;
- в/ч 25624[7] «Об'єкт 1150» — Грайворон селище Головчино («Бєлгород-22») Білгородська область Білгород-22;
- в/ч 25625[7] «Об'єкт 1200» — селище Корфовський («Хабаровськ-47») Хабаровський край Хабаровськ-47 [9];
- в/ч 52015 «Об'єкт 1201» село Селіхіно, військове селище Парін[10] Хабаровський край («Комсомольськ-на-Амурі-31»)[9] Об'єкт 1201;

#### Арсенали
- в/ч 01154 — Сєвєроморськ Мурманська область
- в/ч 19089 — Твер-9 п. Мигалово Тверська область
- в/ч 22931 — Заозерськ Мурманська область
- в/ч 22972 — Коломна Московська область
- в/ч 26219 — Кіров п. Шайковка Калузька область
- в/ч 26942 — Вілючинськ п. Приморський (П-К-50) Камчатський край
- в/ч 32136 — Лєсовий-4 селище Нижня Тура Горького, 14/34 Свердловська область
- в/ч 32181 — «Вологда-20» ст. Чебсора Вологодська область
- в/ч 32948 —
- в/ч 42635 — Верхня Пишма Свердловська область
- в/ч 42637 — Іркутськ селище Новоленіно Іркутська область
- в/ч 42646 — «Новгород-17» Новгородська область
- в/ч 77417 — Коломна-13 п. Щурово Червоноармійська, 100 в/г Московська область
- в/ч 95131 — Остров-2 Псковська область
- в/ч 51966[7] — «Об'єкт 980» місто Желєзногорськ селище Додоново («Красноярськ-26») (були повідомлення, що база розформована 1994 року і на її базі під тим же номером створена бригада ліквідації наслідків аварій зі спецвиробів МО, що входить до складу аварійно-рятувальної служби МО РФ), до кінця 1961 року тут збиралася ядерна зброя;Об'єкт 980 [7]

#### Розформовані, розташовані у РФ
- в/ч 14428 — «Тула-50» Тульська область (розформована в 1999 р.);
- в/ч 31759 — селище Карабаш («Челябінськ-115») (розформована в 1998 р.), до кінця 1961 року тут збиралася ядерна зброя;
- в/ч 33826 — в/ч 25595 — «Нальчик-20» селище Звьоздний Кабардино-Балкарія (розформована);
- в/ч 41065 — «Свободний-18» селище Углегорськ Амурська область, розформовано у 1996 році
- в/ч 41065 — селище Орліний Амурської обл. («Свободний-21») (розформована), до кінця 1961 року тут збиралася ядерна зброя;
- в/ч 42644 — Центральна база зберігання ядерної зброї — Сєбєж-5 селище Сосновий Бор Псковська область, розформовано у 1997;[2]
- в/ч 42799 — Няндома в/г Каргополь-2 Архангельська область, ЦБЗ ЯЗ розформована в 1987 року після чого сюди передислокована Ремонтно-технічна база (РТБ) морської авіації в/ч 90534;
- в/ч 62902, в/ч 75414 — селище Гудим (Анадир-1 або Магадан-11) Чукотський АО (розформована в 1986 р.);
- в/ч 71373 — «Об'єкт 713» місто Валдай («Новгород-18») (розформована), до кінця 1961 року тут збиралася ядерна зброя;

#### Розформовані, розташовані поза РФ[2]
- в/ч 25026 — Лієпая, Латвія;
- в/ч 42654 — «Гомель-30», Білорусь;
- в/ч 51989 — «Объект 711», Івано-Франківськ-16, Україна;
- в/ч 62047 — «Об'єкт 712» — селище Червонокам'янка, Крим, Україна(«Феодосія-13» або «Сімферополь-10»), (розформована у 1990-х роках), до кінця 1961 року тут збиралася ядерна зброя;
- в/ч 65152 — «Кіровоград-25», Україна